# Dolmen von Settiva

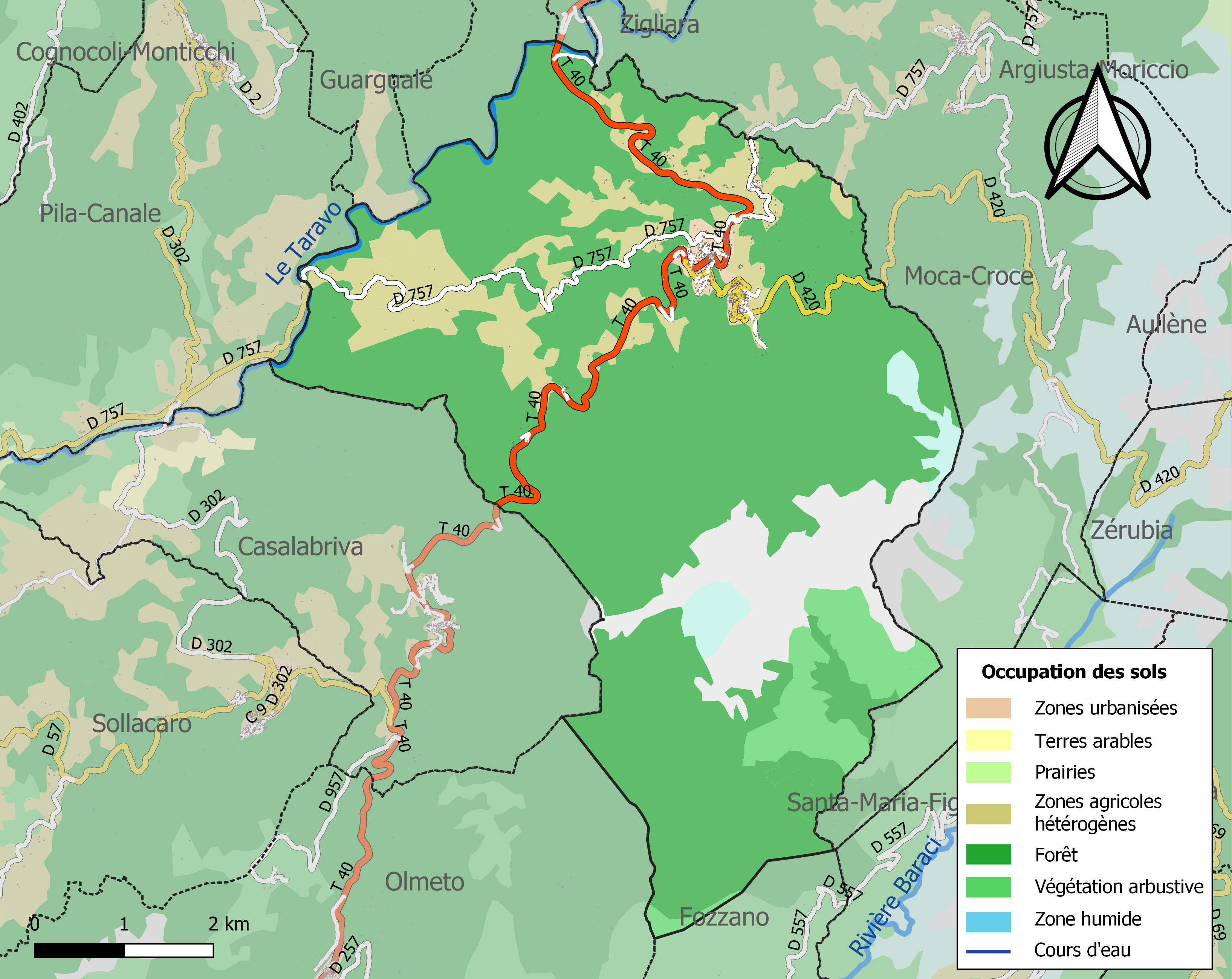
Lage von Petreto-Bicchisano

Der Dolmen von Settiva (auch Calzola-Castellucciu Protohistorique Site oder Petreto-Bicchisano genannt) liegt südlich von Petreto-Bicchisano nahe der N196 (Straße) im Département Corse-du-Sud auf Korsika in Frankreich. Dolmen ist in Frankreich der Oberbegriff für Megalithanlagen aller Art (siehe: Französische Nomenklatur).
Der gut erhaltene Dolmen liegt bei einem großen Menhir und ist von den dicht stehenden Randsteinen des abgetragenen Hügels umgeben. Er besteht aus den zwei einzigen erhaltenen den Deckstein tragenden Steinen und weiteren erhaltenen Steinen. 
Die N196 von Ajaccio nach Propriano ist für ihre Serpentinen berüchtigt. An der Zufahrt nach Petreto-Bicchisano sind Repliken von Dolmen und Menhiren platziert.
In der Nähe liegt das Monument von Foce.